# الخريبات
الخريبات قرية سورية تتبع ناحية مركز طرطوس في منطقة طرطوس في محافظة طرطوس. بلغ عدد سكانها 1,464 نسمة في عام 2004 حسب إحصاء المكتب المركزي للإحصاء.